# Systema
Le Systema (en russe : Cистема) terme signifiant « système » est un art martial russe utilisé par certains groupes des forces spéciales russes. Il a été créé à partir d'observations réalisées par des scientifiques, de certaines techniques utilisées dans différents arts martiaux connus en Russie et autour de la planète. Il trouve son origine pendant l'ère soviétique avec la création du Samoz de Viktor Afanassievitch Spiridonov. Le gouvernement soviétique en avait restreint l'apprentissage et l'utilisation à certaines divisions de ses forces d'élites, comme les Spetsnaz (en russe : Спецназ), terme désignant les Forces spéciales. Depuis la dissolution de l'URSS, la pratique du Systema est ouverte à tous.

## Origine
Le Systema trouve son origine dans plusieurs sources, parmi lesquelles les deux influences principales se retrouvent surtout dans le samoz (sambo) de Viktor Afanassievitch Spiridonov ,avec l’intégration de la gymnastique militaire appliquée, et dans les arts martiaux russes anciens remontant à l’époque des bogatyrs[réf. nécessaire] et, plus près de nous, des Cosaques, qui pratiquaient eux aussi un art martial très proche et sans doute en partie issue des luttes traditionnelles slaves. Cette seconde approche est cependant discutable et controversée car les liens reliant le Systema aux Arts Martiaux Russes anciens (AMR) n’ont jamais pu être clairement établis de manière spécifique et significative. En fait, ils seraient plutôt le résultat d’une campagne nationaliste et de désinformation menée par les Services secrets soviétiques (NKVD, GPU, MVD, KGB, etc.), associant toute création produit de l’URSS, provenant uniquement d’un patrimoine russe traditionnel, dans le but de favoriser et de promouvoir le patriotisme durant la période de la guerre froide. Aucun lien direct reliant le Systema aux arts martiaux russes n’a jamais pu être clairement établi ni prouvé. Diverses autres méthodes de combat corps à corps soviétiques et provenant d’autres origines, datant de la Seconde Guerre mondiale, ont également influencé le Systema.
Le Systema a été aussi connu durant la période de la guerre froide sous l'appellation de Combat Sambo Spetsnaz (russe : Комбат Самбо Спецназ). Cet art martial russe est la forme évolutive du Samoz et/ou du Sambo de Viktor Spirodonov. L'évolution du Samoz de Spirodonov et du Sambo d'Ochtchepkov a été maintenu en parallèle au Sambo (sportif et militaire) par le NKVD qui lui-même est devenu le KGB par la suite. C'est hors du sentier officiel de l'évolution du Sambo militaire et sportif, que le Systema fut créé, même si ce dernier se repose sur les bases des travaux de Spirodonov sur le Samoz. Le Systema moderne serait alors le résultat d’une recherche intensive et du développement d'un projet s’échelonnant sur plusieurs générations d’instructeurs de combats corps à corps au Dynamo de Moscou entre les années 1920-1980, dans la poursuite des travaux déjà initiés par V.A. Spirodonov et V.S. Ochtchepkov. Ceci place le Systema dans la même lignée d’entraînement militaire au combat corps à corps que le Sambo de combat et autres styles relatifs.

## Contenu
Le Systema se définit comme un art où l'économie des mouvements et la décontraction sont des éléments primordiaux au combat. Il peut comporter plusieurs similitudes relatives aux techniques de l'aïkido, du taiji quan et des arts martiaux dits « internes » en général.
Il a été conçu pour être très adaptable et pratique. L’entraînement s’effectue aux moyens d’exercices basés sur la biomécanique du corps humain, et des exercices de respiration et entraînement avec partenaire(s), au lieu des kata traditionnels prédéfinis. L’emphase est placée principalement sur les six leviers du corps (coudes, cou, genoux, taille, chevilles et épaules), ainsi que sur l’enseignement des points de pression et leurs applications de même que sur les renversements et projections. Il n’y a pas, à proprement parler, de techniques qui sont enseignées au Systema. L’enseignement se base plutôt sur l’apprentissage de principes liés au combat et qui favorisent l’improvisation en toutes circonstances.
Les coups portés sont relativement libres, contrairement à la majorité des arts martiaux orientaux ; il n'y a pas de postures, ni d'enchaînements prédéfinis. Le pratiquant est libre de développer son imagination. L'aspect technique concerne plutôt la façon de donner les coups. Durant les combats, les coups sont systématiquement portés ; le geste va jusqu'à son terme. C'est la vitesse de l'exercice qui varie en fonction du niveau des combattants, ce qui permet de décomposer des attaques réelles et petit à petit d'augmenter sa vitesse d'exécution. Au Systema, il n'y a pas de grade ni de tenue spécifique. Les cours se déroulent autour de différents exercices :
- exercice à un contre un ;
- exercice dans une situation particulière (assis sur une chaise, dans un couloir, contre des armes blanches ou armes à feu, etc.) ;
- exercice à plusieurs contre un (2, 3, etc.) ;
- exercice tous contre un, ou tous contre tous, appelé le Mass Attack :
  - un groupe s'en prend à un seul participant tout en l'encerclant, le défendant devant apprendre à se déplacer, esquiver, se protéger et s'échapper ;
- le cas chacun pour soi : les participants doivent chercher à se maintenir constamment en mouvement, et ne pas tenter de contrôler les absorptions de coups, cela étant impossible. Ils doivent chercher à rester détendu, cet exercice comme beaucoup d'autres étant principalement effectué pour le conditionnement psychologique, pour rester détendu dans des situations difficiles ;
- etc.

La respiration est la pierre angulaire du Systema. L'apprentissage et le contrôle de sa respiration doivent permettre de dissiper la douleur, de porter les coups et d'attaquer avec conscience et efficacité, et d'être dans de bonnes conditions psychologique et physiologique d'aptitude au combat.
En fin de cours, tous les combattants se retrouvent en cercle pour discuter des exercices. C'est le moment de l'apprentissage théorique et collectif.

## Forces spéciales

Emblème des Forces Spéciales du GRU : Glavnoje Razvedyvatel'noje Upravlenije.

Parce qu’il existe plusieurs styles de combat différents pratiqués par les Forces armées russes et ses Forces spéciales, plusieurs de ces arts de combats sont confondus avec le Systema. Par exemple, certaines divisions et membres des Forces Spéciales s’entraînent au Boevoe Sambo ou au Combat Sambo (sambo de combat et militaire), ces derniers étant des méthodes distinctes du Systema. Par contre, d’autres corps armés des Forces Spéciales s’entraînent au Combat Sambo Spetsnaz (sambo de combat des Forces Spéciales), qui est le nom ancien que portait le Systema durant la période de la Guerre froide, d’où l'existence d'une certaine confusion.
Les premiers pratiquants de ce qui est devenu le Systema étaient les membres de police secrète. Après la mort de Staline, le Systema est devenu un style de combat employé par certaines Unités d’Opérations Militaires Spéciales pour les missions à haut risque : les Spetsnaz. Ils opéraient pour le KGB, le GRU et autres bureaux gouvernementaux. Il existait et il existe toujours, différents arts de combats enseignés et pratiqués par les unités des Forces Spéciales russes et le Systema en est un parmi d’autres.
Donc, les unités Spetsnaz ne pratiquent pas toutes le Systema. Aujourd'hui, certaines unités des Spetsnaz du GRU, par exemple, s'entraînent selon une méthode de combat bien plus proche du Kung-Fu Wu-shu chinois, enseignée par Alexandre Popov, et n'ayant aucun lien avec le Systema.
En Russie, la dénomination du combat manuel (combat à mains nues) est Rukopashnii boi (Рукопашный бой). Ce terme couvre également l'utilisation d'armes, contrairement au Borba Sambo.
Au vu du succès du Systema, et de l'effet nouveauté des Spetsnaz, de nombreux russes commencent à se prétendre d'anciens membres des troupes spéciales[réf. nécessaire]. Même si au plus fort de la guerre froide il y avait environ 30 000 Spetsnaz en activité, tous n'étaient pas et ne sont pas du même niveau technique au combat[réf. souhaitée].

## Principales écoles
Le systema se basant sur des principes et non des techniques de combats codifiés, plusieurs variantes de cette disciplines ont émergé.
Avec le temps, certains pratiquants ont développé leur propre méthode et leur compréhension propre, leur style reflète de plus en plus leur préférence et leur personnalité unique. C'est une observation déjà notée chez les étudiants senior et chez d’autres pratiquants de haut niveau. Plusieurs méthodes de Systema ont été ainsi créées, dont voici les plus populaires :

### Systema Kadochnikov
Le Systema Kadochnikov a été fondé par Alekseï Alekseïevitch Kadochnikov (père) en 1962, et développé par le général Arkady Alekseïevitch Kadochnikov (fils). Le Systema Kadochnikov est basé en partie sur le Samoz (Sambo) de Spiridonov ainsi que plusieurs formes russes de combat au corps à corps, datant de la Seconde Guerre mondiale. Alekseï Alekseïevitch Kadochnikov était ingénieur en génie mécanique. C'est pour cette raison que ce système repose dans son enseignement sur les lois de la physique appliquées au combat.

### Retouinskikh SystemaouROSS
Fondé par le général Alexandre Retouinskikh (en) en 1990. ROSS (russe : РОСС) est un acronyme qui provient de (russe : Российская Отечественная Система Самозащиты) « Rossiyskaya Otechestvennaya Systema Samozashchity » et se traduit par « Système d’autodéfense d’origine russe ». Ce système est conçu plus comme une méthodologie pour augmenter les performances au combat, applicable à n'importe quel art martial, plutôt qu'un système fermé (historique du ROSS). L'expérience d'Alexandre Retouinskikh se base sur la boxe, le Boevoe Sambo et le Combat Sambo (Sambo de combat et militaire), le judo et le Kadotchnikov Systema. Il comprend le Samoz (Sambo) de Spirodonov, le Sambo d'Oshchepkov et de Kharlampiev, et différents dérivés de styles de combat tel que le Tverian Buza et le Pskovan Skobar ainsi que la systématisation des arts martiaux indigènes slaves et de leurs méthodes d’entraînement. Élève direct du général Alexandre Retouinskikh, Scott Sonnon (en) est le premier Américain à avoir enseigné et popularisé le système de combat ROSS, à l'extérieur de la Russie.

### Ryabko SystemaouPoznai Sebia
Fondé par le colonel Mikhail Ryabko (en). Ancien officier de l'Armée rouge, Mikhail Ryabko a évolué à titre de commando dans les forces spéciales, les Spetsnaz. L'influence principale de son système de combat viendrait du père ou de l'oncle de Mikhail Ryabko (affirmation de M. Ryabko non-prouvée à ce jour), qui était l'un des gardes du corps personnel de Joseph Staline. Comme tous les arts martiaux russes, le Systema n'est pas seulement qu'une simple méthode de combat mais comprend aussi une méthode d'exercices physiques ayant pour but d'améliorer la santé. Cette pratique s'effectue par des exercices dans l'eau froide, des massages, des frappes "curatives" spéciales ainsi que plusieurs autres exercices qui ont pour but d'augmenter drastiquement la force et le tonus au moyen d'un éventail de mouvements naturels du corps. « Poznai Sebia » se traduit du russe par : « Connais-toi toi-même ». Mikhail Vassilievitch Ryabko est colonel chez les Spetsnaz, chef instructeur de l'entraînement tactique pour la brigade d'intervention rapide et conseiller pour le ministre de la Justice de la Fédération russe. L'élève le plus connu de Ryabko est Vladimir Vasiliev (en), ancien capitaine de l'armée et membre des Spetsnaz. Ensemble (Ryabko et Vasiliev), ils revendiquent la paternité de leur Systema comme étant basé sur leurs propres expériences personnelles. L'un des plus anciens élèves de Mikhail Ryabko, Valentin Talanov, fonde en 2014 sa propre école, qui repose sur une méthodologie rigoureuse et des critères de certification des instructeurs très élevés.

### Systema Spetsnaz

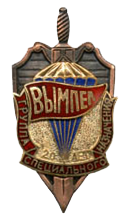
Emblème de l'unité Vympel.

Fondé en 2001 par Vadim Starov, un ancien militaire des forces spéciales (Spetsnaz) de l'armée de l'air. Il est né en Russie, dans une famille de tradition militaire. Son père était un officier de l'armée russe. Dès l'âge de onze ans, Vadim s’entraine au Sambo et à l'âge de quatorze ans il débute la boxe anglaise. À l'âge de 23 ans, il est diplômé de l'Académie Militaire des Forces de l'Air, après avoir servi pendant deux ans dans les forces spéciales (les Spetsnaz). De 1994 à 2001, Vadim Starov est membre de l’Association des anciens combattants de la « Vympel ». Il est instructeur de combat à mains nues de style russe, officier des opérations spéciales et Vice-Président du Service de sécurité de l'association des citoyens de Russie. En 1997, Vadim Starov devient membre de L’Organisation Internationale des anciens combattants des forces spéciales : « Monolit ». Par la suite, il découvre et commence à pratiquer le style russe de combat et méthode d’autodéfense : le « Kadotchnikov Systema ».
En 2001, Vadim Starov ouvre le Centre international de combat à mains nues de style russe dans la ville de Tver. En 2002, il est invité par les forces militaires russes pour enseigner le combat à mains nues. Il devient instructeur à l'Académie militaire de la ville de Tver où il enseigne son style de combat à mains nues en plus des méthodes spéciales de survie dans des situations extrêmes. Depuis 2006, Vadim Starov enseigne les techniques et méthodes de combat corps à corps du « Systema Spetsnaz » aux agents fédéraux de lutte contre le trafic de stupéfiants. Il a écrit un livre sur l'entraînement militaire des forces spéciales russes « La voie de la formation du guerrier » et a produit de nombreux films documentaires sur la formation des Spetsnaz (forces spéciales).

### Autres écoles de Systema
- Brander Systema (russe : Система Брандер) ;
- VOIN Systema (russe : Система ВОИН) ;
- SPAS (russe : СПАС - Специальная Прикладная Армейская Система) ;
- Sibirskij Vioun (russe :  Сибирский Вьюн) ;
- Bruzat Christian Systema (France) ;
- Valentin Talanov[22].